# Ava Bahari
Ava Bahari, född 10 november 1996, är en svensk violinist. 
Hon är född och uppvuxen i Göteborg och började spela fiol vid tre och ett halvt års ålder, hos Valeria Dagnell. Hösten 2005 började Bahari sin fiolundervisning hos professor Terje Moe Hansen (verksam vid musikhögskolorna i Malmö och Oslo). Sedan hösten 2011 har hon tagit lektioner hos Per Enoksson, 1.e konsertmästare i Göteborgs Symfoniker.  Ava Bahari vann Polstjärnepriset 2012.
Ava Bahari medverkade i SVT-serien Molanders i rollen som Julyia.